# Vinica (Tomislavgrad, BiH)
Vinica je naseljeno mjesto u općini Tomislavgrad, Federacija Bosne i Hercegovine, BiH.  Ime je dobila po vinovoj lozi.
Vinica zemljopisno pripada sjeverozapadnoj Hercegovini, crkvena župa također pripada Hercegovini, a govor i naglasak njezinih stanovnika Zagori.  Vinica je poznata po tome što je većina stanovnika otišla u emigraciju, pogotovo u Njemačku 1960-ih godina. Razlozi zbog kojih su se Viničani masovno odseljavali su: teška ekonomska situacija, te loš odnos tadašnje jugo-komunističke vlasti prema njima. Razlog lošeg odnosa tadašnje vlasti prema Viničanima je njihova velika domoljubna svijest. Danas Viničani žive uglavnom u Makarskoj, Splitu, Zagrebu, Osijeku, Požegi, Đakovu, Malom Lošinju...Viničana ima i u Njemačkoj i Švicarskoj...

## Povijest
Vinica se prvi put spominje 1410. i 1443. godine kao župa koja je pripadala Makarskomu primorju i u kojoj su pastoralno djelovali franjevci provinicije Bosne Srebrene. Vinicom i Primorjem gospodarili su plemići Jurjevići Hrvatinići i Hranići.
Vinica se spominje i 2. prosinca 1551. godine u pismu pape Julije III ., knezovima Grguru Lučiću i Pavlu Vukoviću, koji su iz Vinice. 
U prosincu 1575. godine u Mostar je stigao sa svojim ćafirima, plemićima iz sela Dubovice (pogrešno upisana Vinica u Duvanjskoj nahiji), Grgurev sin Simun da na Serijatskome sudu u Mostaru traži zaštitu katolika od nasilništva pravoslavnoga mitropolita Savatina.
Zapis o Vinici ostao je i iz pera fra Pavla Šilobadovića u njegovu Libretinu: 
. 
Makarski biskup Nikola Bijanković u tri navrata boravi u Vinici 1706., 1710. i 1723. godine. Izdvajamo jedno biskupovo zapažanje o onodobnim Viničanima: 
U biskupskim popisima u 18. stoljeću Vinica je zabilježena 1741. i 1742. godine kao naselje župe Duvno s 34 kuće i 212 dub, a 1768. godine kao dio nove župe Roško Polje (43 kuće i 517 dub). Vinica pripada onim duvanjskim naseljima u kojima se broj stanovnika drastično smanjuje (1929. godine 1921 stanovnika, 1971. godine 1013 stanovnika, 1991. godine 676 stanovnika).
Vinica je poznata po tome što je bila mjesto skrivanja dijela Bugojanske grupe i vojnog sukoba s hrvatskim revolucionarima. 
Poticaj mjestu dala je gradnja ceste poslije Domovinskog rata kada se počela planirati i gradnja tvornica te oživljavanje mjesta, no poslije smrti ministra obrane Gojka Šuška i poraza HDZ-a na izborima 2000., svi planovi su propali. Danas je škola u Vinici zatvorena, a nezaposlenost je vrlo visoka. Na prostoru Vinice se nalazi planina Zavelim, izvor vode Česma, Brina, te Bilobrkova pećina koja redovito jednom godišnje istječe i poplavi cijelu Vinicu. U Vinici se nalazi i 14 postaja (Isusov put s križem).
Vinička stara crkva s grobljem i kulom je najstarija crkva u Zapadnoj Hercegovini. 2008. godine u Vinici je na zalaganje župnika don Ilije Drmića podignut spomenik hrvatskim braniteljima iz 2. svjetskog rata i Domovinskog rata, te je pokrenut projekt gradnje knjižnice u Vinici, jedinstvenog Oltara Glagoljaša posvećenog u čast Jakova Perkovića, jednog od najvećih hrvatskih glagoljaša podrijetlom iz Vinice i projekt dovršavanja ceste koja prolazi kroz Vinicu. 
O Vinici je snimljena tv serija na TV Sarajevu Zemlja bez Adama i emisija Pozitivna Geografija, na Federalnoj Televiziji BIH te par priloga na popularnoj HRT-ovoj emisiji Živa Istina.

## Događaji, legende i mitovi
Viničani su poznati po tome što i dan danas njeguju razne priče o vucima, vilama i hajducima te drugim raznoraznim događajima. Postoje raznorazne priče o vilama na planini Zavelim, te legenda o tome kako vile izgledaju, te da ih je neki svećenik iz Sarajeva prokleo na razdoblje od 100 godina. Što se tiče hajduka dokazano se zna da je Vinica bila mjesto gdje su mnogobrojni hajduci djelovali, u Vinici je ubijen hajduk Jovo Kadijević,  legendarni Andrijica Šimić je trgovao s lokalnim stanovništvom te spavao u njihovim kućama, također u Vinici je grob i Augustina (Jage) Stipovića hajduka iz Studenaca, na području Vinice je djelovao i Ivan Rošo Bušić naseljavajući Vlajčiće iz Hercegovine. 
Zanimljiv podatak je da sa s planine Zavelim koja se nalazi u Vinici 12 volova vuklo kamen od kojega je napravljen križ u Posušju posvećen plemenu Martića, od tog plemena je nastao i veliki preporoditelj bosansko hercegovačkih Hrvata fra Grga Martić. Još jedan veliki svećenik ima veze s Vinicom, fra Andrija Dorotić je 1809. godine bio u bijegu pred Francuzima te se na kratko vrijeme skrivao upravo u Vinici. U Vinici je bila također i kula Hasan Age Arapovića vođe zapovjednika turskih graničara, također i muža Fatime Arapović poznatije kao glavnog lika čuvene hrvatske pjesme Asanaginica. Ova kula se prvi put spominje u vrijeme Kandijskog rata (1645. – 1699.). Ustanici su pod vodstvom fra Petra Kumbata 1648. upali u Imotsku krajinu i tom prilikom je njegov harambaša Manenica opljačkao Orapove dvore u Vinici.
Godine 1664. u sedmom mjesecu, u planini Zavelimu u blizini Vinice, bude ranjen harambaša Parać od Turaka Harapovića. Što se tiče ostalih događaja, postoji mit o tome da postoji pećina sa zlatom.

## Stanovništvo

### Katolici u Vinici 1844.
| Katolici u Vinici 1844. |           |           |         |       |                 |
| godina                  | broj sela | broj kuća | odrasli | djeca | broj stanovnika |
| 1844.                   | /         | 82        | /       | /     | 619             |

### 1991.
Nacionalni sastav stanovništva 1991. godine, bio je sljedeći:
ukupno: 412
- Hrvati - 404 (98,06%)
- ostali, neopredijeljeni i nepoznato - 8 (1,94%)

### 2013.
Nacionalni sastav stanovništva 2013. godine, bio je sljedeći:
ukupno: 717
- Hrvati - 716 (99,86%)
- ostali, neopredijeljeni i nepoznato - 1 (0,14%)

## Župa Vinica
Župa Vinica osnovana je 1885. odvajanjem od župe Roško polje, s kojom je dijelila zajednički život od 1758. nakon odvajanja od drevne župe Duvno. U početku je župa Vinica obuhvaćala prostor današnjih župa Vinice i Rašeljaka – sve do 1934., kada su se Rašeljke osamostalile. Do 1934. župu su služili franjevci, a od tada do danas svjetovni svećenici. Prvu je crkvu u Vinici sagradio roški župnik fra Petar Kordić 1858. godine. Danas ta crkva, preuređena, služi kao grobljanska crkvica. Nova crkva sagrađena je 1939. godine. Obnavljana je 1985., a onda vrlo lijepo uređena i izvana i iznutra u novije vrijeme (1998. – 1999.). 
Prva župna kuća sagrađena je oko 1882. Bila je to zapravo preuređena turska kula i stražarnica – saučavana do danas. Nova je župna kuća sagrađena 1980. – 1981. Vinička je župa veoma raštrkana, a k tome u posljednjim desetljećima ima sve manje žitelja. To je najraseljenija župa duvanjskoga dekanata: danas ima oko 350 žitelja. 
Župu čine sela: 
- Vinica,
- Mijakovo Polje,
- Zaljut,
- Rošnjače,
- Podzavelim,
- Vlajčići,
- Pasič sa zaseocima: 
  - Blaževići,
  - Šeniškovići i
  - Dudići.

## Poznate osobe
- Nikola Jurčević, nogometaš i nogometni trener
- don Jakov Perković, jedan od najpoznatijih hrvatskih glagoljaša u Hercegovini[8]
- Vlade Lozić, hrvatski pjesnik,
- Ivan Bilela,[9] hrvatski pikadist, trostruki europski prvak, hrvatski reprezetativac, osvajač brojnih naslova

## Vanjske poveznice
- Zavičajno društvo Zavelim  Arhivirana inačica izvorne stranice od 26. rujna 2010. (Wayback Machine)
- Zemljopisni položaj Vinice